# District historique de The Caverns
Le district historique de The Caverns, ou The Caverns Historic District en anglais, est un district historique du comté d'Eddy, dans le Nouveau-Mexique, aux États-Unis. Protégé au sein du parc national des grottes de Carlsbad, il a été dessiné par plusieurs architectes, parmi lesquels Thomas Chalmers Vint, dans le style rustique du National Park Service. Il est inscrit au Registre national des lieux historiques depuis le 18 août 1988. Il comprend notamment le Bat Flight Amphitheater, un amphithéâtre construit pour l'observation de l'envol de chauves-souris à l'entrée principale de la Carlsbad Cavern.